# 록 인 코리아
록 인 코리아(Rock in Korea)는 대한민국 록 프로젝트 겸 동명의 음반, 동명의 타이틀곡 이름이다.

## 개요
1989년 당시 한국에서 두드러지게 활동하던 록 밴드의 멤버들이 한 자리에 모여 만든 프로젝트 앨범이다. 이중산, H2O의 강기영, 백두산의 김도균, 카리스마의 김민기와 김종서, 시나위의 김성헌, 어린왕자의 김인용, 작은 하늘의 김현준, 외인부대의 손무현과 임재범과 손경호, 공중전화의 오태호와 홍성민,  사랑과 평화의 이병일과 한정호, 마주르카(MAZURKA)의 로렌 스캇(Loren Scott - 드럼/작사), 테리 셰러(Terry Scherrer - 베이스)가 참여했다.
로렌 스콧과의 인터뷰: http://yimjaebeum.blogspot.com/2011/05/loren-scott-interview-korean.html

## 목록
- 01. 멈추지 않는 강 (5:35)

작곡, 작사 강기영/기타 이중산&오태호/베이스 강기영/신서사이저 한정호/드럼 이병일/보컬 김성헌
- 02. Rock In Korea (5:44)

작곡 김도균/작사 Loren Scott/기타 김도균/베이스 Terry Scherrer/드럼 Loren Scott/보컬 임재범
- 03. Paradise (4:22)

작곡, 작사 김종서/기타 이중산/신서사이저 한정호/퍼커션 김민기/보컬 김종서
- 04. All Because Of You (3:28)

작곡 손무현/작사 Loren Scott/기타 손무현/베이스 김현준/드럼 손경호/보컬 Loren Scott
- 05. The Same Old Story (6:50)

작곡 김도균/작사 Loren Scott/기타 김도균/베이스 Terry Scherrer/드럼 Loren Scott/보컬 임재범
- 06. 허상 (4:35)

작곡, 작사 강기영/기타 오태호/베이스 강기영/드럼 이병일/신서사이저 한정호/보컬 김성헌
- 07. 기억날 그날이 와도 (4:30)

작곡, 작사 오태호/기타 이중산&오태호/건반, 신서사이저 한정호/드럼 이병일/보컬 홍성민
- 08. 미로 (Instrumental) (2:41)

작곡, 작사 오태호/기타 오태호/베이스 강기영/드럼 김인용